# Omladinski fudbalski klub Titograd
L'Omladinski fudbalski klub Titograd, semplicemente OFK Titograd, già noto come Fudbalski Klub Mladost Podgorica o FK Mladost Podgorica (o più semplicemente Mladost), è una società calcistica montenegrina con sede nella capitale Podgorica. Milita nella Treća crnogorska fudbalska liga, la terza divisione del campionato montenegrino di calcio.
Al termine della stagione 2015-2016 si è laureato per la prima volta campione nazionale.

## Palmarès

### Competizioni nazionali
- Crnogorska republička liga: 12

1958-1959, 1960-1961, 1961-1962, 1963-1964, 1966-1967, 1967-1968, 1974-1975, 1978-1979, 1983-1984, 1986-1987, 1990-1991, 1998-1999
- Campionato montenegrino: 1

2015-2016
- Coppa del Montenegro: 2

2014-2015, 2017-2018
- Druga Crnogorska Liga: 1

2009-2010

### Altri piazzamenti
- Campionato montenegrino:

Terzo posto: 2016-2017, 2017-2018
- Coppa del Montenegro:

Finalista: 2013-2014
Semifinalista: 2012-2013

## Statistiche e record

### Statistiche nelle competizioni UEFA
Tabella aggiornata alla fine della stagione 2019-2020.
| Competizione                  | Partecipazioni | G  | V | N | P | RF | RS |
| ----------------------------- | -------------- | -- | - | - | - | -- | -- |
| UEFA Champions League         | 1              | 2  | 0 | 0 | 2 | 0  | 5  |
| Coppa UEFA/UEFA Europa League | 5              | 18 | 6 | 5 | 7 | 18 | 29 |

## Organico

### Rosa 2019-2020
| N. |                       | Ruolo | Calciatore        |
| -- | --------------------- | ----- | ----------------- |
| 1  | Montenegro (bandiera) | P     | Sergej Joksimović |
| 2  | Montenegro (bandiera) | D     | Marko Roganović   |
| 4  | Montenegro (bandiera) | C     | Jovan Nikolić     |
| 5  | Montenegro (bandiera) | D     | Amir Muzurović    |
| 6  | Montenegro (bandiera) | C     | Mirko Raičević    |
| 8  | Montenegro (bandiera) | D     | Balša Banović     |
| 10 | Montenegro (bandiera) | A     | Ognjen Gašević    |
| 11 | Senegal (bandiera)    | A     | Mamadou Mendy     |
| 14 | Montenegro (bandiera) | C     | Ivan Novović      |
| 15 | Montenegro (bandiera) | A     | Egzon Dinoša      |
| 17 | Montenegro (bandiera) | A     | Zoran Petrović    |
| 18 | Montenegro (bandiera) | C     | Marko Milićković  |
| 19 | Montenegro (bandiera) | D     | Radule Živković   |

| N. |                                 | Ruolo | Calciatore       |
| -- | ------------------------------- | ----- | ---------------- |
| 21 | Nigeria (bandiera)              | D     | Chinedu Ajanah   |
| 22 | Montenegro (bandiera)           | C     | Miloš Brnović    |
| 24 | Montenegro (bandiera)           | C     | Zaim Divanović   |
| 26 | Montenegro (bandiera)           | P     | Saša Ivanović    |
| 35 | Bosnia ed Erzegovina (bandiera) | D     | Branko Ojdanić   |
| 43 | Camerun (bandiera)              | A     | Matouke Ngono    |
| 44 | Montenegro (bandiera)           | A     | Slobodan Perišić |
| 52 | Montenegro (bandiera)           | D     | Miloš Radulović  |
| 81 | Montenegro (bandiera)           | C     | Vojin Pavlović   |
| 99 | Montenegro (bandiera)           | A     | Radomir Đalović  |
|    | Montenegro (bandiera)           | P     | Ivan Zlajić      |
|    | Montenegro (bandiera)           | A     | Balša Sekulić    |